# Fritz Baselt
Fritz Baselt   (Olešnice, 26 de maig de 1863 - Frankfurt del Main, 11 de novembre de 1931) fou un músic austríac.
Es distingí com a director d'orquestra i compositor, figurant entre les seves obres diversos cors per a orfeons, algunes operetes, entre aquestes Don Alvaro, Leopold von Dessau i Der Fürst von Sevilla, i escenes humorístiques amb el títol de lieder.